# غلط ننویسیم
غلط ننویسیم با عنوان فرعی «فرهنگ دشواری‌های زبان فارسی»، کتابی است در قالب فرهنگ لغت، از ابوالحسن نجفی زبان‌شناس، نویسنده، مترجم و پژوهشگر برجستهٔ معاصر که دربارهٔ غلط‌های رایج در زبان فارسی نوشته شده‌است.

## معرفی
در مقدمهٔ کتاب، ابوالحسن نجفی دربارهٔ غلط‌های املایی می‌گوید:
سخن‌گفتن به فارسی برای کسانی که این زبان را از کودکی آموخته‌اند ظاهراً کار آسانی است. ما به همان سادگی که نفس می‌کشیم با دیگران نیز سخن می‌گوییم. اما نوشتن به فارسی به این آسانی نیست. هنگامی که قلم به دست می‌گیریم تا چیزی بنویسیم، حتی اگر یک نامهٔ کوتاه باشد، غالباً درنگ می‌کنیم و با خود می‌گوییم: آیا «آذوقه» درست است یا «آزوقه»؟ «چمدان» یا «جامه‌دان»؟ «حوله» یا «هوله»؟ «بوالهوس» یا «بلهوس» ؟ «خواروبار» یا «خواربار»؟ «طوفان» یا «توفان»؟ «خشنود» یا «خوشنود»؟ «لشکر» یا «لشگر»؟ «انزجار» یا «انضجار»؟ «بنیانگذار» یا «بنیان‌گذار»؟ نواری که روی زخم می‌بندند آیا «تنظیف» است یا «تنزیب»؟ هوا «صاف» است یا «صافی»؟ «نواقص» باید گفت یا «نقایص»؟ رئیسم دچار «غیظ» شده‌است یا «غیض»؟ به من «مظنون» شده‌است یا «ظنین»؟ و من دچار «محذور» شده‌ام یا «محظور»؟ آیا حسابم را با طلبکارم «تصفیه» کرده‌ام یا «تسویه»؟ آیا او می‌خواهد برای دخترش «جهاز» بگیرد یا «جهیز» یا «جهیزیه» یا «جهازیه»؟ آیا درآمد من دچار «نکس» شده‌است یا «نکث»؟ و آیا اصلاً این دو کلمه به معنای «کاهش» است؟
و سپس اشاره می‌کند که در این کتاب، غیر از غلط‌های املایی، به غلط‌های انشایی، و استعمال نادرست واژه‌ها، از جمله واژه‌های مأخوذ از زبان‌های خارجی، و نیز اشتباهات صرفی و نحوی و به‌خصوص آنچه به نام گرته‌برداری معروف است، یعنی ترجمهٔ لفظ به لفظِ اصطلاحات و ترکیبات خارجی نیز پرداخته‌است:
تردید ما همیشه از بابت املا یا معنای کلمات نیست. وانگهی، برای رفع این مشکل کافی است که به یک لغت‌نامهٔ معتبر مراجعه کنیم و جواب خود را در آن بیابیم. هنگام نوشتن، سؤال‌های بسیار دیگری نیز برای ما مطرح می‌شود که جواب به آن‌ها را در لغت‌نامه‌های موجود به‌دشواری می‌توان یافت یا اصلاً نمی‌توان یافت؛ مثلاً آیا من «استعفا داده‌ام» یا «استعفا کرده‌ام»؟ آیا «بعض شب‌ها» یا «بعضی از شب‌ها» دچار بی‌خوابی می‌شوم؟ آیا «پیشنهادی را که رسیده بود پذیرفتم» یا «پیشنهادی که رسیده بود را پذیرفتم»؟ آیا خانهٔ ما «در جنب مسجد» است یا «جنب مسجد»؟ برگ‌ها از درخت «فروافتاد» یا «فروافتاده‌اند»؟ آیا «آنچه گفتی» شنیدم یا «آنچه که گفتی» یا «آنچه را گفتی» یا «آنچه را که گفتی»؟ آیا باید بگویم: «با او نه دوستی و نه آشنایی دارم» یا «با او نه دوستی و نه آشنایی ندارم» یا «با او نه دوستی دارم و نه آشنایی»؟ و سؤال‌های بسیار دیگر.
پیش از کتاب نجفی، کتاب دیگری چاپ شده بود با عنوان غلط ننویسیم (شامل بحث در لغات از جهتِ صحتِ تحریر و تلفظ). این کتاب را فریدونِ کار در سال ۱۳۳۳ خورشیدی با مقدمهٔ سعید نفیسی در قالب فرهنگ لغت نوشته بود و بنگاه مطبوعاتی گوتنبرگ چاپ کرده بود. فریدون کار، پیش از آن، در دههٔ ۱۳۲۰ خورشیدی، قسمت‌هایی از کتاب را با نام مستعارِ «علامه» در مجلهٔ سپید و سیاه به چاپ رسانده بود. پس از آن نیز کتابی به نام «در مکتب استاد» پیرامون درست نویسی و درست خوانی از گفتارهای سعید نفیسی به چاپ رسید.

## نقدها و نظرها
. . . بسیار آموزنده است و به . . . جوانان اهل قلم توصیه می‌کنم که بخوانند و از آن چیزها بیاموزند.

محمّد قاضی
منتقدان و زبان‌شناسان متعددی ضمن ارج‌نهادن به این کتاب و نویسنده آن، نقدهایی بر این کتاب نوشتند که از آن‌جمله می‌توان به موارد زیر اشاره کرد:
- اجازه بدهید غلط بنویسیم (محمدرضا باطنی، مجلۀ آدینه، شمارۀ ٢۴، ١٣۶٧)[۶]
- هیاهوی بسیار بر سر هیچ (محمدرضا باطنی، مجلۀ آدینه، شمارۀ ٢۵، ١٣۶٧)
- فارسی بیدی نیست که از این بادها بلرزد (محمدرضا باطنی، مجلۀ آدینه، شمارۀ ٢۶، ١٣۶٧)
- نگاهی دیگر به غلط ننویسیم (محمدجواد شریعت، مجلۀ نشر دانش، سال ٨، شمارۀ ۵، ١٣۶٧)
- فرهنگ دشواری‌ها (بهاءالدین خرمشاهی، مجلۀ کیهان فرهنگی، سال ۵، شمارۀ ٢، ١٣۶٧)
- تحول زبان و تثبیت یا معیارسازی آن: دو جریان مخالف و ناگزیر (علی‌اشرف صادقی، مجلۀ زبان‌شناسی، شمارۀ ٩، ١٣۶٧)
- نقد و بررسی غلط ننویسیم (فرهاد قربان‌زاده، فرهنگ نویسی - ویژه نامه نامه فرهنگستان، شماره ۱۴، ۱۳۹۸)